# Antigua és Barbuda a 2024. évi nyári olimpiai játékokon
Antigua és Barbuda a franciaországi Párizsban megrendezett 2024. évi nyári olimpiai játékok egyik részt vevő nemzete volt. Az országot az olimpián 3 sportágban 5 sportoló képviselte, akik érmet nem szereztek.

## Atlétika
Férfi
| Versenyző     | Versenyszám | Selejtező | Selejtező | Selejtező | Előfutam | Előfutam | Előfutam | Elődöntő | Elődöntő | Elődöntő | Döntő   | Döntő    |
| Versenyző     | Versenyszám | Idő       | Hely.     | Össz.     | Idő      | Hely.    | Össz.    | Idő      | Hely.    | Össz.    | Idő     | Helyezés |
| ------------- | ----------- | --------- | --------- | --------- | -------- | -------- | -------- | -------- | -------- | -------- | ------- | -------- |
| Cejhae Greene | 100 m       | kiemelt   | kiemelt   | kiemelt   | 10,17    | 4.       | 30.      | kiesett  | kiesett  | kiesett  | kiesett | kiesett  |

Női
| Versenyző    | Versenyszám | Selejtező | Selejtező | Selejtező | Előfutam | Előfutam | Előfutam | Elődöntő | Elődöntő | Elődöntő | Döntő   | Döntő    |
| Versenyző    | Versenyszám | Idő       | Hely.     | Össz.     | Idő      | Hely.    | Össz.    | Idő      | Hely.    | Össz.    | Idő     | Helyezés |
| ------------ | ----------- | --------- | --------- | --------- | -------- | -------- | -------- | -------- | -------- | -------- | ------- | -------- |
| Joella Lloyd | 100 m       | kiemelt   | kiemelt   | kiemelt   | 11,37    | 7.       | 42.      | kiesett  | kiesett  | kiesett  | kiesett | kiesett  |

## Úszás
Férfi
| Versenyző      | Versenyszám | Előfutam | Előfutam | Előfutam | Elődöntő | Elődöntő | Elődöntő | Döntő   | Döntő    |
| Versenyző      | Versenyszám | Idő      | Hely.    | Össz.    | Idő      | Hely.    | Össz.    | Idő     | Helyezés |
| -------------- | ----------- | -------- | -------- | -------- | -------- | -------- | -------- | ------- | -------- |
| Jadon Wuilliez | 100 m mell  | 1:02,70  | 2.       | 26.      | kiesett  | kiesett  | kiesett  | kiesett | kiesett  |

Női
| Versenyző  | Versenyszám | Előfutam | Előfutam | Előfutam | Elődöntő | Elődöntő | Elődöntő | Döntő   | Döntő    |
| Versenyző  | Versenyszám | Idő      | Hely.    | Össz.    | Idő      | Hely.    | Össz.    | Idő     | Helyezés |
| ---------- | ----------- | -------- | -------- | -------- | -------- | -------- | -------- | ------- | -------- |
| Ellie Shaw | 100 m mell  | 1:14,78  | 3.       | 35.      | kiesett  | kiesett  | kiesett  | kiesett | kiesett  |

## Vitorlázás
Férfi
| Versenyző   | Versenyszám  | Futam | Futam | Futam | Futam | Futam | Futam | Futam | Futam | Futam | Futam | Futam           | Futam           | Futam           | Futam           | Futam           | Helyezés |
| Versenyző   | Versenyszám  | 1     | 2     | 3     | 4     | 5     | 6     | 7     | 8-16  | P     | Hely. | Elődöntő 1      | Elődöntő 2      | Éremfutam 1     | Éremfutam 2     | Éremfutam 3     | Helyezés |
| Versenyző   | Versenyszám  | 1     | 2     | 3     | 4     | 5     | 6     | 7     | 8-16  | P     | Hely. | Ellenfelek Pont | Ellenfelek Pont | Ellenfelek Pont | Ellenfelek Pont | Ellenfelek Pont | Helyezés |
| ----------- | ------------ | ----- | ----- | ----- | ----- | ----- | ----- | ----- | ----- | ----- | ----- | --------------- | --------------- | --------------- | --------------- | --------------- | -------- |
| Tiger Tyson | Formula kite | 16    | 19    | 19    | 17    | 9     | 18    | 9     | X     | 69    | 17.   | kiesett         | kiesett         | kiesett         | kiesett         | kiesett         | 17.      |

X - törölt futam